# シニガン
シニガン（タガログ語: Sinigang）は、フィリピンで主に作られている、タマリンド（タガログ語: sampalok）を用いた酸味のあるスープもしくはシチューである。フィリピン料理を代表する料理の一つであり、類似の料理としてマレーシア料理の「シンガン」（singgang）がある。
シニガンは現代ではフィリピン全域で見られる料理であるが、元々はタガログ人の間で食べられていた料理であり、ビサヤ諸島やミンダナオ島で見られるシニガンは味付けが異なる（主にショウガを加える事が多い）。また、一般的に魚醤を加えて作ることが多い。

## 材料

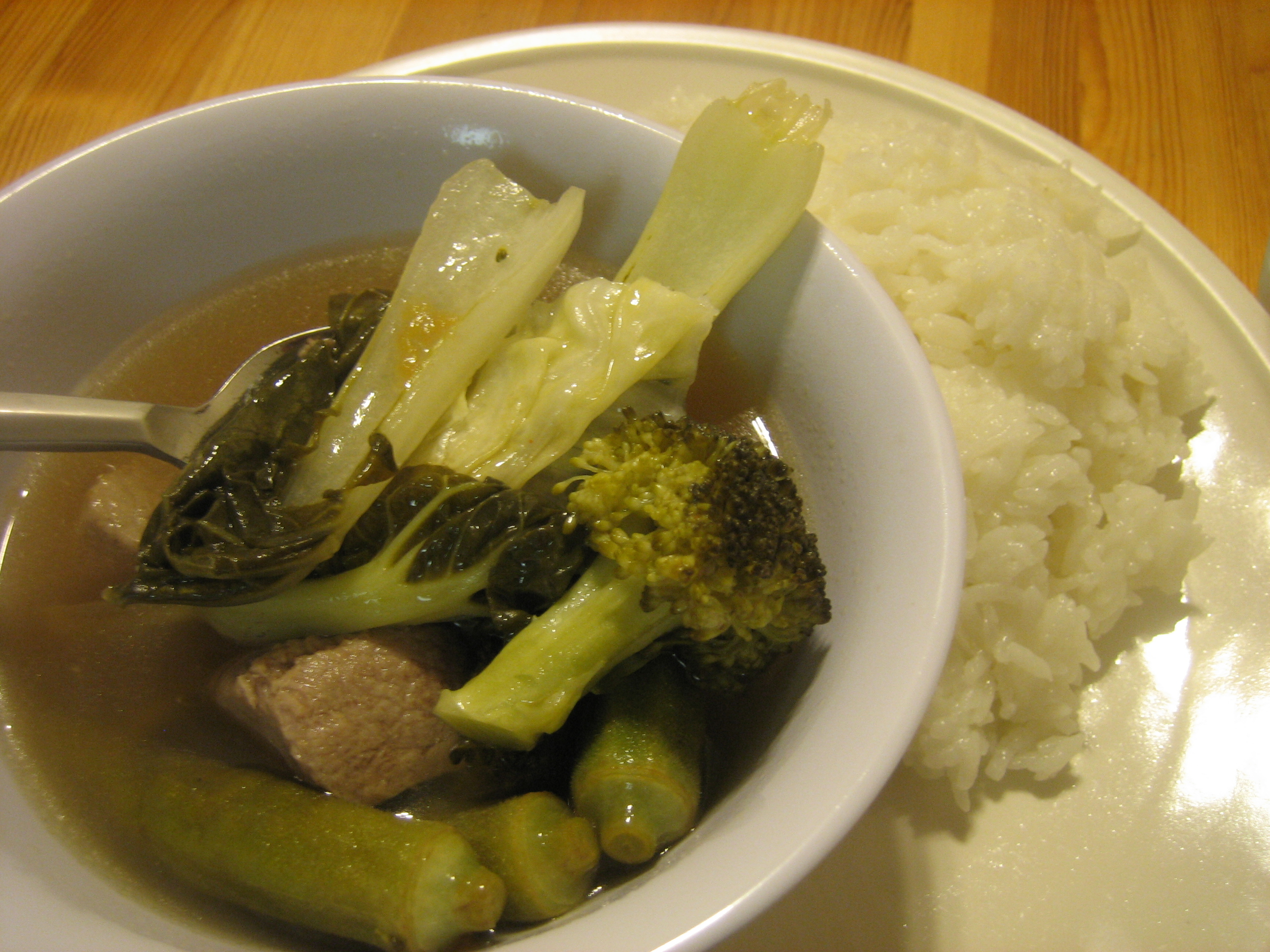
豚肉(海老)を使ったシニガン

シニガンは伝統的にタマリンドをベースにして作る。酸味を出す材料として、グアバ、カラマンシー、スターフルーツ（タガログ語では"balimbing"）、熟していないマンゴーなどを用いることがあり、これにより様々なバリエーションが生み出される。タマリンドを加えたシーズニングパウダーもしくは固形のブイヨンもまた一般的に販売されている。
シニガンに使用する肉（魚肉、豚肉、牛肉、エビ、鶏肉など）は、タマリンド、トマト、ニンニク、玉ねぎとともに煮込むことが多い。この他に使用することが多い野菜としては、オクラ、タロイモ（"gabi"）、大根 （"labanós"）、空心菜 (kangkóng)、ジュウロクササゲ（"sitaw"）、ナス（"talóng"）等がある。フィリピン人の大多数は、味のアクセントとして緑のキダチトウガラシを入れたシニガンを好む。
Sinampalukang manókやsinampalukanは、材料をすべてポットに入れて煮こむのではなく、鶏肉をショウガを用いて最初にソテーする必要があるため、厳密にはシニガンでは無い。Sinampalukanもまた厳密にはシニガンではなく、すりつぶしたタマリンドの葉を用い、通常ショウガ、玉ねぎ、トマト、ナス、ホウレンソウを入れて作る。

## バリエーション

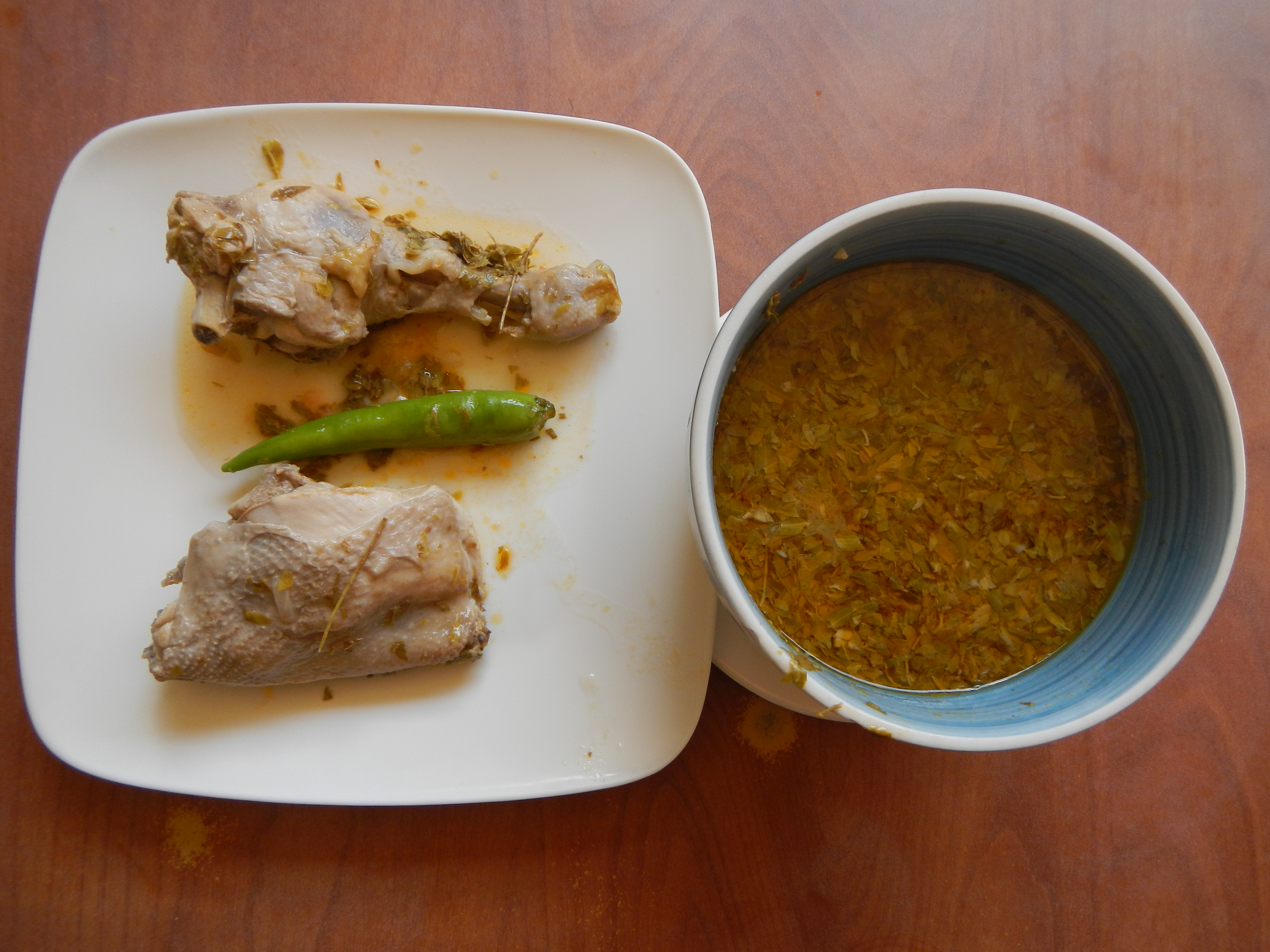
ルソン島ブラカン州のSinampalukang Manók

- Sinigáng sa Misô（スープのベースに味噌を用いたシニガン）
- Sinigáng sa Bayabas（スープのベースにグアバを用いたシニガン）
- Sinigang sa Mangga（スープのベースに熟していないマンゴーを用いたシニガン）
- Sinigáng na Isdâ（魚肉を用いたシニガン）
- Sinigáng na Baboy（豚肉を用いたシニガン）
- Sinigáng na Hipon（エビを用いたシニガン）
- Sinampalukang Manók（タマリンドの葉を用いた鶏肉料理）